# Universität Nagasaki
Die Universität Nagasaki (japanisch 長崎大学, Nagasaki daigaku, kurz: Chōdai (長大)) ist eine staatliche Universität in Japan. Der Hauptcampus liegt in Bunkyō-machi, Nagasaki.

## Geschichte

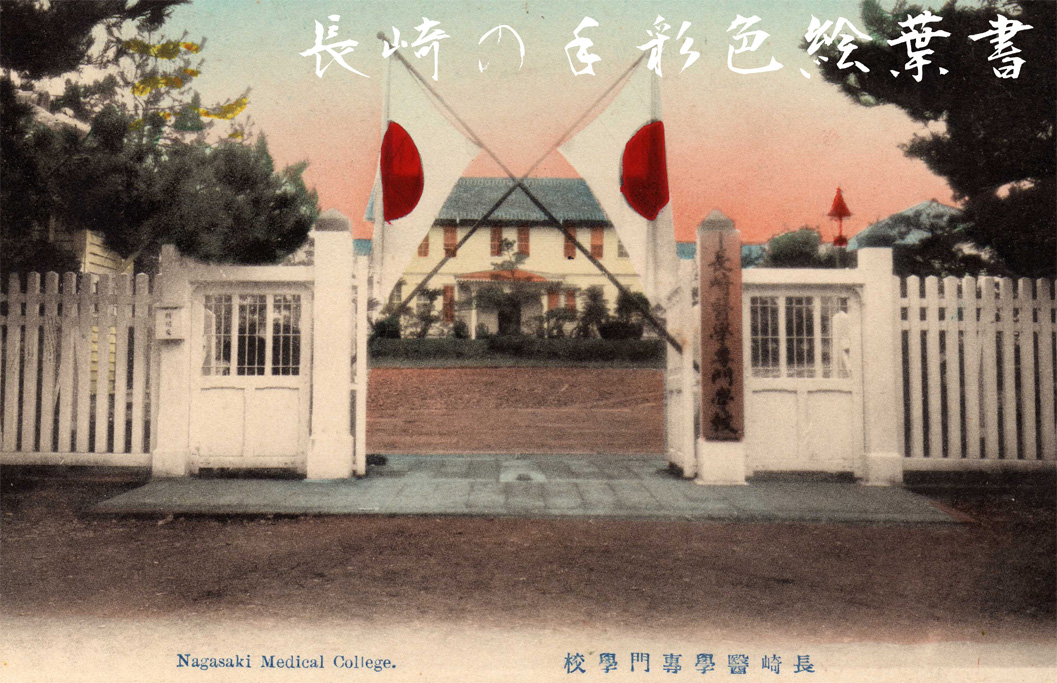
Die Medizinische Fachschule Nagasaki

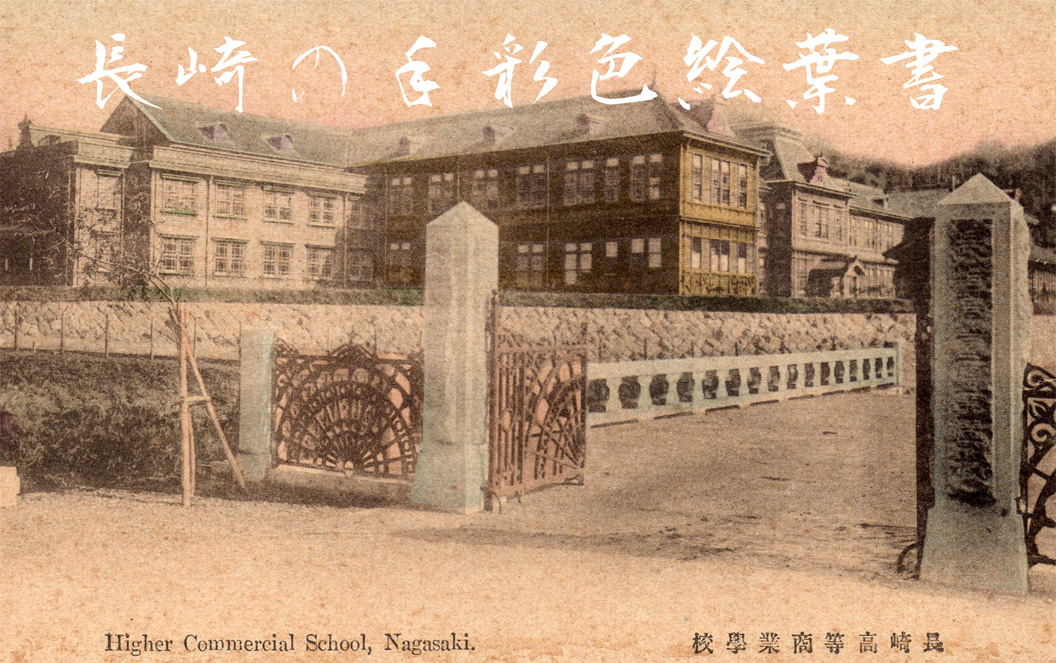
Die Höhere Handelsschule Nagasaki in der Meiji-Zeit. Die Brücke steht noch heute.

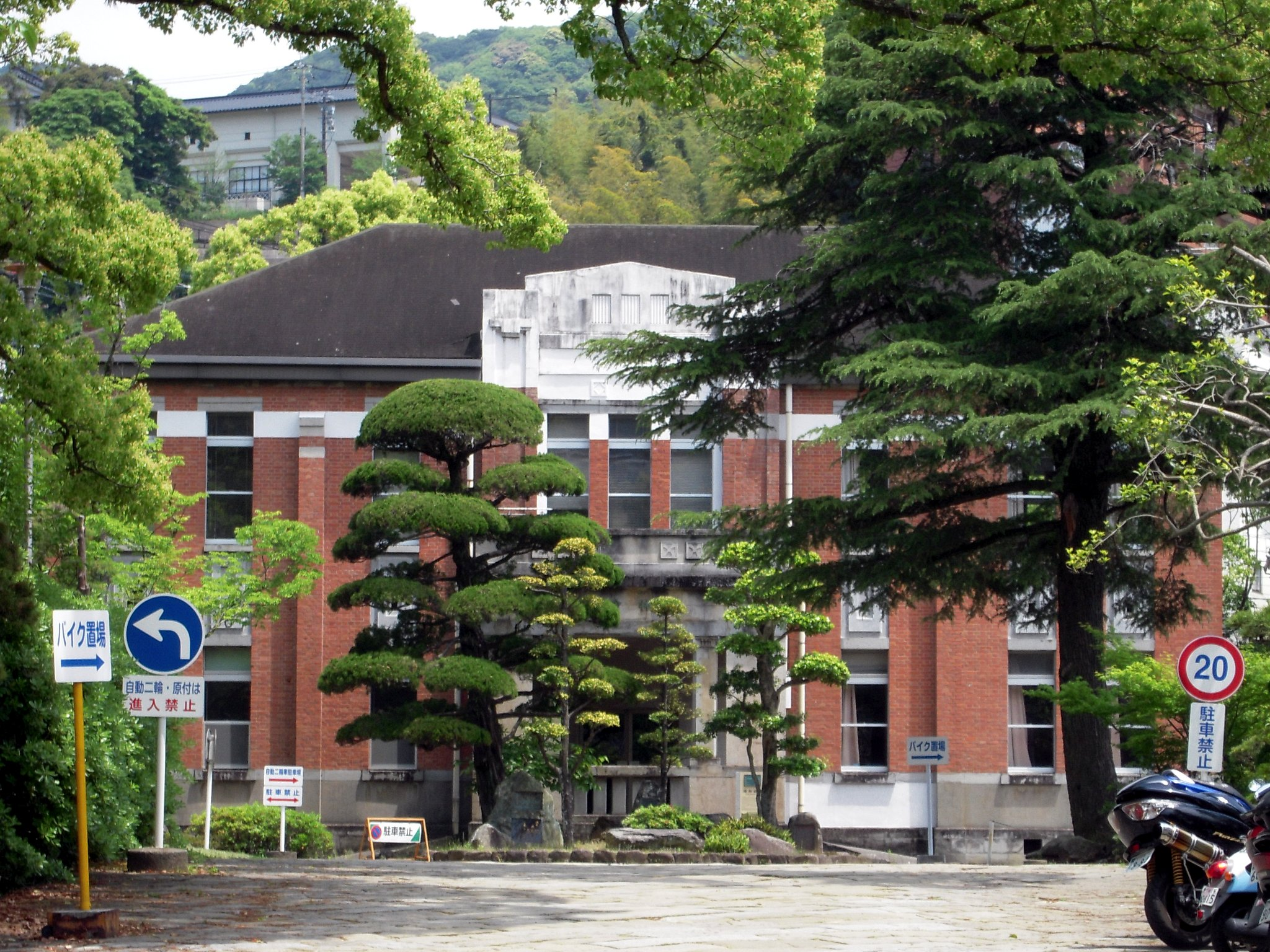
Die Keirin Halle, ein ehemaliges Institutsgebäude der Höheren Handelsschule Nagasaki, gebaut 1919

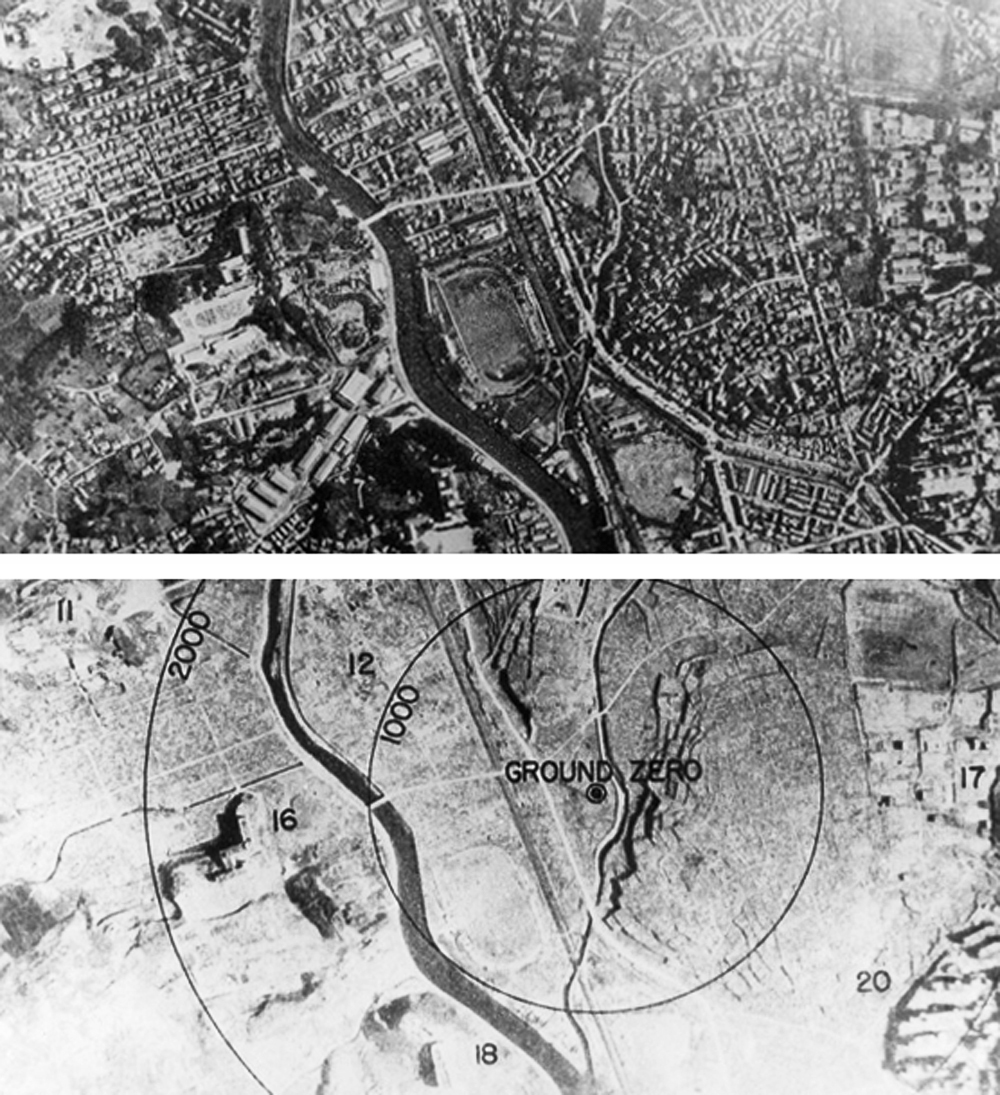
Nagasaki vor und nach dem Atombombenabwurf (1945). Die Nummer 17 kennzeichnet die Medizinische Hochschule, 20 das Klinikum.

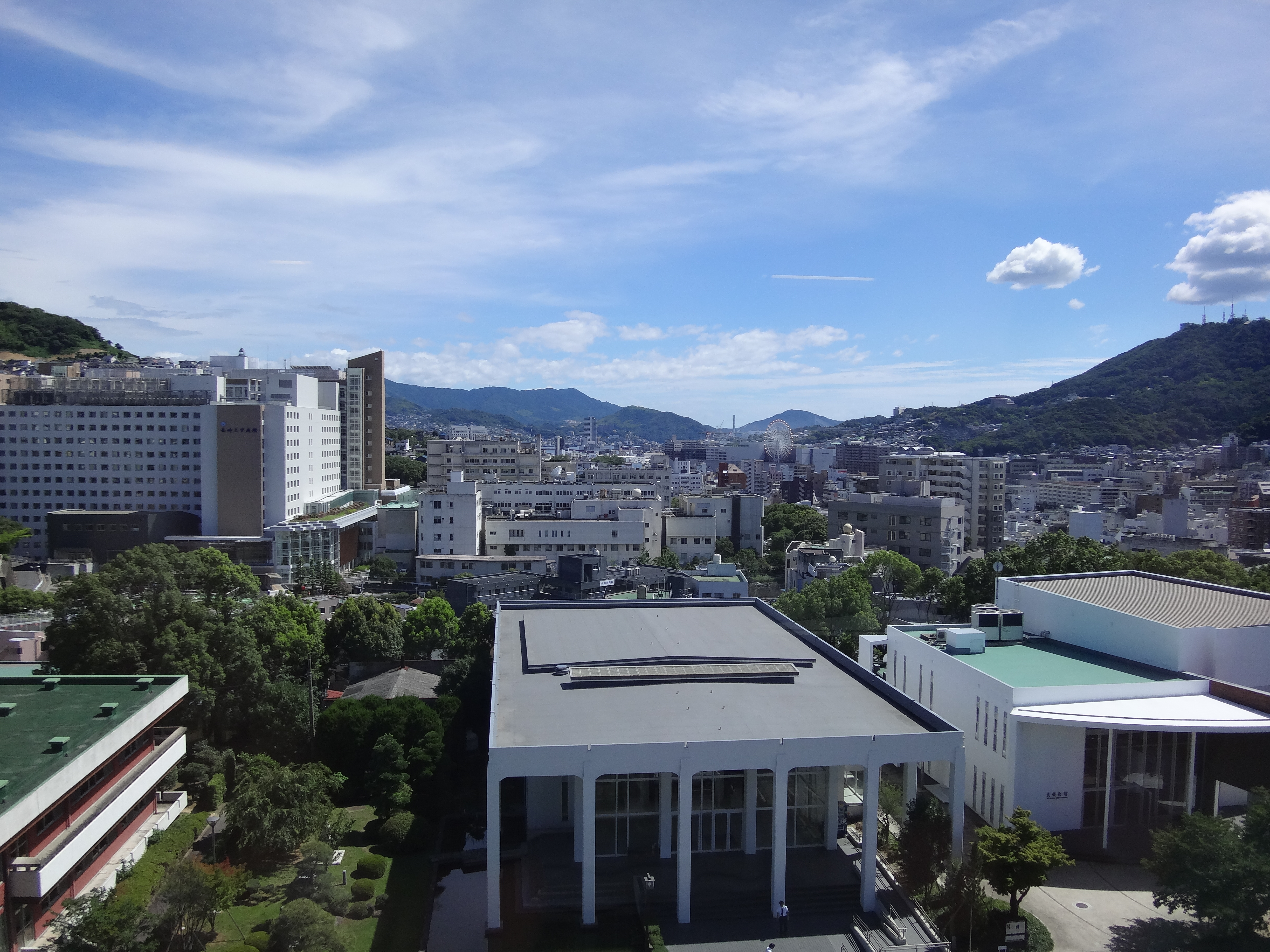
Die Nagasaki-Universität im Jahr 2012

Die Universität hat ihren Ursprung in der 1857 gegründeten Medizinischen Lehranstalt (医学伝習所, Igaku denshūjo) des Nagasaki-'Gouvernements, das die direkt der Zentralregierung unterstellte Stadt verwaltete. Die erste Lehrkraft, Johannes L. C. Pompe van Meerdervoort (1829–1908), ein Absolvent der Medizinischen Hochschule der Marine in Utrecht, führte ein Curriculum nach westlichem Vorbild ein. Hier wurde die Medizin erstmals auf der Grundlage der Naturwissenschaften unterrichtet. Die 1865 in  Seitokukan (精得館) umbenannte Schule und das ihr angeschlossene Klinikum markieren daher den Beginn der modernen Medizin in Japan.
Die nach der Meiji-Restauration in eine öffentliche Einrichtung überführte Lehranstalt wurde 1874 geschlossen; das Klinikum blieb jedoch erhalten. 1876 öffnete man erneut eine medizinische Lehranstalt. Diese überführte man 1887 in die Medizinische Abteilung der staatlichen Fünften Höheren Mittelschule (第五高等中学校医学部, Dai-go kōtō chūgakkō igakubu) und 1894 in die Medizinische Abteilung der Fünften Oberschule (第五高等学校医学部, Dai-go kōtō gakkō igakubu). 1891 verlegte man sie in den Stadtteil Sakamoto.
1901 wurde diese Medizinische Abteilung als Medizinische Fachschule Nagasaki (長崎医学専門学校) selbständig. Diese überführte man 1923 in die Medizinische Hochschule Nagasaki (長崎医科大学, Nagasaki ika daigaku). 1939 entstand hier eine Abteilung für die Ausbildung von Militärärzten und 1940  das Forschungsinstitut für (Asien-)Kontinental-Medizin (大陸医学研究所, Tairiku igaku kenkyūsho, heute das Institut für Tropische Medizin).
Am 9. August 1945 wurde die Hochschule durch eine Atombombe völlig zerstört, da sie nur 500 bis 700 m weg vom Explosionszentrum lag. Im September 1945 nahm man den Lehrbetrieb vorübergehend in  Ōmura und 1946  in Isahaya auf. 1950 wurde der Sakamoto-Campus wieder aufgebaut.
1949 wurde die Nagasaki-Universität durch den Zusammenschluss  fünf staatlicher Hoch- und Fachschulen gegründet:
- die Medizinische Hochschule Nagasaki (die Fakultät für Medizin, die Fachschulabteilung für Pharmazie und das Klinikum),
- die Oberschule Nagasaki (長崎高等学校, Nagasaki kōtō gakkō, vormals die Fachschulabteilung für die Ausbildung der Militärärzte),
- die Wirtschaftsfachschule Nagasaki (長崎経済専門学校, Nagasaki keizai semmon gakkō, gegründet 1905),
- die Normalschule Nagasaki (長崎師範学校, Nagasaki shihan gakkō, gegründet 1874), und
- die Jugend-Normalschule Nagasaki (長崎青年師範学校, Nagasaki seinen shihan gakkō, gegründet 1921).

Anfangs umfasste die Universität fünf Fakultäten (Liberal Arts, Wirtschaftswissenschaften, Medizin, Pharmazie und Fischerei). 1953 zog die Fakultät für Liberal Arts (seit 1966 Fakultät für Pädagogik) in den neuen Bunkyō-Campus auf dem Gelände des ehemaligen Mitsubishi-Waffenwerks um. Bis 1969 wurden alle Fakultäten mit Ausnahme der Fakultäten für Medizin und Wirtschaftswissenschaften auf dem Areal des Bunkyō-Campus konzentriert. Weitere Fakultäten entstanden: Ingenieurwissenschaften (1966), Zahnmedizin (1979) und Umweltwissenschaften (1997).
Ein bekannter Absolvent der Universität ist Osamu Shimomura, der 2008 den Nobelpreis für Chemie erhielt.

### Geschichte der ehemaligen Wirtschaftsfachschule Nagasaki
Die Wirtschaftsfachschule Nagasaki wurde im März 1905 als Höhere Handelsschule Nagasaki (長崎高等商業学校, Nagasaki Kōtō shōgyō gakkō) gegründet. Nach Tokio (1887), Kōbe (1902) und Yamaguchi war dies die vierte staatliche Höhere Handelsschule, in der man Kaufleute für den Handel mit China, Korea und dem Pazifischen Raum ausbildete. Die Schule hatte kein Promotionsrecht.
1944 wurde diese Höhere Handelsschule in Wirtschaftsfachschule Nagasaki umbenannt. Am 9. August 1945 schützten die Berge  die Schulgebäude vor den direkten Auswirkungen der explodierenden Atombombe. Da die einige Klassen im 1,5 Kilometer weg vom Explosionszentrum entfernt liegenden Mitsubishi-Waffenwerk arbeiten mussten, starben etwa 26 der Schüler dort. 1949 wurde  diese Wirtschaftsfachschule in die Fakultät für Wirtschaftswissenschaften der Universität Nagasaki umgewandelt. Seit ihrer Gründung liegt die Fakultät bis heute im Katafuchi-Campus.

## Fakultäten
- Bunkyō-Campus (32° 47′ 9,5″ N, 129° 51′ 54,5″ OKoordinaten: 32° 47′ 9,5″ N, 129° 51′ 54,5″ O):
  - Fakultät für Pädagogik
  - Fakultät für Pharmazie
  - Fakultät für Ingenieurwissenschaften
  - Fakultät für Umweltwissenschaften
  - Fakultät für Fischerei
- Sakamoto-Campus (32° 46′ 20,3″ N, 129° 52′ 4,5″ O):
  - Fakultät für Medizin
  - Fakultät für Zahnmedizin
- Katafuchi-Campus (32° 45′ 33″ N, 129° 53′ 16,5″ O):
  - Fakultät für Wirtschaftswissenschaften

## Forschungsinstitute
- Institut für Tropische Medizin
- Institut für Atombomben-Leiden (jap. 原爆後障害医療研究施設, engl. Atomic Bomb Disease Institute) von der Graduate School für Medizin und Zahnmedizin